# 伊集院忠朗
伊集院 忠朗（いじゅういん ただあき，生卒年不詳）日本戰國時代的武將，島津氏的家臣。父親是伊集院忠公、子為伊集院忠倉。
仕於島津忠良、貴久父子。天文18年（1549年），在黑川崎之戰時，與其子忠倉共同出戰，趁著暴風以奇襲擊破肝付兼演。在同年五月，忠朗受命率岛津军袭击大隅国的加治木城，島津軍首次將鉄砲（日式火绳枪）真正投入了實戰應用。在忠朗的時代，伊集院氏在島津家的地位被確立出來，逐漸穩固。

## 参看
- 朝日日本歴史人物事典「島津忠良」の解説，kotobank. 2021年10月19日 （页面存档备份，存于）